# Ashton-Sandy Spring
Ashton-Sandy Spring és una concentració de població designada pel cens dels Estats Units a l'estat de Maryland. Segons el cens del 2000 tenia 3.437 habitants.

## Demografia
Segons el cens del 2000, Ashton-Sandy Spring tenia 3.437 habitants, 1.246 habitatges, i 914 famílies. La densitat de població era de 175,3 habitants per km².
Dels 1.246 habitatges en un 33,1% hi vivien nens de menys de 18 anys, en un 62,9% hi vivien parelles casades, en un 8,7% dones solteres, i en un 26,6% no eren unitats familiars. En el 22,9% dels habitatges hi vivien persones soles el 13,8% de les quals corresponia a persones de 65 anys o més que vivien soles. El nombre mitjà de persones vivint en cada habitatge era de 2,69 i el nombre mitjà de persones que vivien en cada família era de 3,18.
Per edats la població es repartia de la següent manera: un 26,3% tenia menys de 18 anys, un 3,8% entre 18 i 24, un 23,4% entre 25 i 44, un 27,3% de 45 a 60 i un 19,2% 65 anys o més.
L'edat mediana era de 43 anys. Per cada 100 dones de 18 o més anys hi havia 80,2 homes.
Entorn de l'1,8% de les famílies i el 4,8% de la població estaven per davall del llindar de pobresa.

## Poblacions més properes
El següent diagrama mostra les poblacions més properes.